# Geelkopcaracara
De geelkopcaracara (Milvago chimachima) is een lichtgebouwde caracarasoort uit Latijns-Amerika.

## Kenmerken
Deze roofvogel is 40-46 cm groot. Het verenkleed is lichtgeel, terwijl de lange vleugels donkerbruin van kleur zijn.

## Leefwijze
Het is een aaseter die ook op kleine vogels en insecten jaagt. Daarnaast zit de geelkopcaracara ook vaak op de rug van runderen om de teken uit de huid te halen. Ook eieren en plantaardig voedsel staan op het menu.
Hij leeft in kleine groepjes die regelmatig in hoge bomen zitten of lopend op zoek gaan naar voedsel op de savannes of in cultuurland. De geelkopcaracara is verder te herkennen aan zijn rauwe katachtige kreten ("iiah iiah"). Deze caracara slaapt buiten de broedtijd graag in groepjes bij elkaar. 's Morgens bij het aanbreken van de dag zwerven de vogels weer naar alle richtingen uit, op zoek naar hun eigen plekje om voedsel te zoeken. In de broedtijd wordt de geelkopcaracara agressiever en duldt deze vogel geen andere individuen in zijn gebied.

## Verspreiding en leefgebied
De geelkopcaracara komt voor Costa Rica tot Argentinië en telt twee ondersoorten:
- M. c. cordata: van zuidelijk Costa Rica tot het noorden van de Amazonerivier.
- M. c. chimachima: van de Amazonerivier tot noordelijk Argentinië.

## Status
De grootte van de populatie is in 2019 geschat op 5-50 miljoen volwassen vogels. Op de Rode lijst van de IUCN heeft deze soort de status niet bedreigd.